# Hypnum aluminicola
Hypnum aluminicola är en bladmossart som beskrevs av C. Müller 1851. Hypnum aluminicola ingår i släktet flätmossor, och familjen Hypnaceae. Inga underarter finns listade i Catalogue of Life.